# لوريتا ديفين
لوريتا ديفين (بالإنجليزية: Loretta Devine)‏ هي ممثلة أمريكية، ولدت في 21 أغسطس 1949 بهيوستن في الولايات المتحدة. بدأت مشوارها المهني سنة 1978، ومن الجوائز التي نالتها جائزة الإيمي برايم تايم.

## أعمال

### أفلام
- (1993) عاموس واندرو
- (1998) أسطورة شعبية[6]
- (2000)  فاينال كت[7]
- (2000) ما تريده النساء[8]
- (2001) أنا سام[9]
- (2004) تصادم[10]
- (2006) فتيات الحلم[11]
- (2008) بيفرلي هيلز تشيواوا[12][13]
- (2016) نورم من الشمال[14][15]
- (2017) عاري

### مسلسلات
- آلي مكبيل
- ايلي ستون
- تشريح غراي
- ذا كليفلاند شو
- كولد كيس

## جوائز
- جائزة الإيمي برايم تايم

## وصلات خارجية
- لوريتا ديفين على موقع IMDb (الإنجليزية)
- لوريتا ديفين على موقع روتن توميتوز (الإنجليزية)
- لوريتا ديفين على موقع ألو سيني (الفرنسية)
- لوريتا ديفين على موقع ميوزك برينز (الإنجليزية)
- لوريتا ديفين على موقع أول موفي (الإنجليزية)
- لوريتا ديفين على موقع قاعدة بيانات برودواي على الإنترنت (الإنجليزية)
- لوريتا ديفين على موقع قاعدة بيانات الأفلام السويدية (السويدية)
- لوريتا ديفين على موقع إن إن دي بي (الإنجليزية)
- لوريتا ديفين على موقع أول ميوزيك (الإنجليزية)
- لوريتا ديفين على موقع ديسكوغز (الإنجليزية)